# Доляни (Малопольське воєводство)
Доляни (пол. Dolany) — село в Польщі, у гміні Кошиці Прошовицького повіту Малопольського воєводства.
Населення — 152 особи (2011).
У 1975-1998 роках село належало до Келецького воєводства.

## Демографія
Демографічна структура станом на 31 березня 2011 року:
|          | Загалом | Допрацездатний вік | Працездатний вік | Постпрацездатний вік |
| -------- | ------- | ------------------ | ---------------- | -------------------- |
| Чоловіки | 66      | 13                 | 48               | 5                    |
| Жінки    | 86      | 19                 | 48               | 19                   |
| Разом    | 152     | 32                 | 96               | 24                   |